# Municipio de Logan (condado de Huntingdon)
El municipio de Logan (en inglés: Logan Township) es un municipio ubicado en el condado de Huntingdon en el estado estadounidense de Pensilvania. En el año 2000 tenía una población de 703 habitantes y una densidad poblacional de 12 personas por km².

## Geografía
El municipio de Logan se encuentra ubicado en las coordenadas 40°34′00″N 77°58′59″O / 40.56667, -77.98306.

## Demografía
Según la Oficina del Censo en 2000 los ingresos medios por hogar en la localidad eran de $36,083 y los ingresos medios por familia eran de $39,531. Los hombres tenían unos ingresos medios de $26,667 frente a los $23,438 para las mujeres. La renta per cápita de la localidad era de $15,051. Alrededor del 8,5% de la población estaba por debajo del umbral de pobreza.